# 札幌市立北郷小学校
札幌市立北郷小学校（さっぽろしりつ きたごうしょうがっこう）は､北海道札幌市白石区北郷4条5丁目1番1号にある公立の小学校である｡学力向上のため､年に2回全校一斉漢字テスト(1年生は1回目はひらがなテスト)､計算テストを行なっている｡通称は「北郷小」

## 概要

### 教育目標
- たくましく 心豊かな 北郷の子ども
  - からだも心も健康な子ども
  - さいごまでやりぬく子ども
  - 自分から進んでする子ども
  - なかよく助け合う子ども
  - よく考えつくりだす子ども

### 校歌
斉藤七郎治　作詞　　
千葉日出城　作曲

## 沿革
- 1966年(昭和41年)　
  - 1月19日   開校式（16学級644名）
  - 6月20日   校章制定
  - 11月8日　　校歌制定
- 1969年(昭和44年)
  - 12月24日 札幌市立北白石小学校が開校児童移籍
- 1974年(昭和49年)
  - 1月20日 　札幌市立北都小学校が開校児童移籍
- 1976年(昭和51年)
  - 10月1日 　10周年記念を祝う会
- 1979年(昭和54年)
  - 3月8日 　PTA　愛の鐘設置
- 1978年(昭和53年)
  - 5月30日 　つくし学級(特別支援学級)開級式
- 1981年(昭和56年)
  - 3月24日　 札幌市立川北小学校が開校児童移籍
- 1985年(昭和60年)
  - 7月11日 　プール新設
- 1995年(平成7年)
  - 2月10日　 体育館落成式
  - 11月18日 　開校30周年記念式典・祝賀会
- 2001年(平成13年)
  - 1月25日 　パソコン室完成
  - 8月3日　 光ケーブル配線工事及び　インターネット機器設置
- 2002年(平成14年)
  - 3月25日　 校内ＬＡＮ設備工事完成
- 2005年(平成17年)
  - 10月1日　 開校40周年を祝う会・祝賀会
- 2006年(平成18年)
  - 4月7日　 磁器食器による給食開始
- 2007年(平成19年)
  - 4月8日　 埋蔵文化物発掘開始
  - 4月24日　 全国学力･学習状況調査(6年)
  - 6月27日　 第42回運動会(札幌市立北白石小学校にて)
  - 7月9日 　北海道日本ハムファイターズ学校訪問
- 2008年(平成20年)
  - 1月10日　 仮設校舎に移動
- 2009年(平成21年)
  - 4月　 校舎改築建替、二代目新校舎完成

## 行事
- 4月　1学期始業式､着任式､入学式､身体測定(2年以上)､視力検査､歯科検診(6年)､視力検査(1年)､内科検診(5年)､歯科検診(5年)
- 5月　家庭訪問､クラブプレゼン､内科検診(4年)､歯科検診(4年)､尿検査､内科検診(3年)､歯科検診(3年)
- 6月　運動会､内科検診(2年)､歯科検診(2年)､耳鼻科健診(1,4年)､内科検診(1年)､歯科検診(1年)､眼科検診(1,4年)
- 7月　5年宿泊学習、夏季休業
- 8月　2学期始業式､ふれあい遠足､6年キタラファーストコンサート
- 9月　修学旅行(6年)､5年幼稚園交流①､5年下水道科学館見学､引き取り訓練､通知表配布､1年円山動物園見学
- 10月　二計測､心臓検診(1年)､3年現地学習､6年こころの劇場
- 11月　学習発表会､つくし学級買い物学習､3年マックスバリュ北郷店見学
- 12月　5年幼稚園交流②､ふれあい祭り､冬季休業
- 1月　3学期始業式､スキー学習①(3～6年)
- 2月　スキー学習②(3～6年)､スキー学習(2年､つくし)､一日入学､2分の1成人式(4年)､6年感謝の集い
- 3月　6年生を送る会､6年通知表配布､卒業式､1～5年通知表配布､修了式･離任式､春季休業

## 校区内に校区がある中学校
- 札幌市立北白石中学校　　公式サイト
- 札幌市立柏丘中学校　　　公式サイト

## 所在地
- 〒003-0834　　北海道札幌市白石区北郷4条5丁目1番1号
  - 北緯43度3分30.5秒 東経141度25分9.9秒 / 北緯43.058472度 東経141.419417度
  - Googleマップで検索

## 通学区域
- 北郷1条4丁目～北郷1条10丁目
- 北郷2条4丁目～北郷2条10丁目
- 北郷3条4丁目～北郷3条10丁目
- 北郷4条4丁目～北郷4条10丁目
- 北郷5条5丁目～北郷5条7丁目

## 校区内の主な施設

### 駅
- 白石駅(函館本線･千歳線)

### 銀行
- 北洋銀行 白石区北郷支店

### 病院
- 北郷医院
- 松山耳鼻咽喉科医院
- とくしま歯科医院
- 整形外科内科沢口医院
- 北郷デンタルクリニック
- ふるげん内科循環器クリニック
- 山本歯科医院
- 菊池歯科医院
- 北郷ファミリー歯科
- そねざき内科小児科医院
- エムズ・デンタルクリニック
- 北都眼科
- 北郷整形外科医院
- 北郷皮膚科医院
- のじり歯科医院

### 幼稚園･保育園
- 北郷札幌幼稚園
- 北郷ピノキオ保育園

### スーパーマーケット
- 産直生鮮市場　北郷店
- マックスバリュ　北郷店
- コープさっぽろ　北郷店

## 交通
- JR　白石駅(函館本線・千歳線)徒歩10分
- ﾊﾞｽ停　(500m以内)
  - 北郷2条6丁目　
    - 白22　川下線
    - 白24　川下線
    - 白24　川下線（白稜高校行き）

  - 北郷5条5丁目
    - 57　北郷本線

  - 北郷5条4丁目
    - 57　北郷本線

  - 北郷2条4丁目
    - 白22　川下線
    - 白23　北郷線
    - 白23　北郷線（白稜高校行き)

  - 北郷3条4丁目
    - 2北郷
    - 55　白石本線
    - 57　北郷本線
    - 白23　北郷線
    - 白23　北郷線（白稜高校行き）

### 旧ホームページ
- 札幌市立北郷小学校
- 札幌市立北郷小学校